# Ankarjärn

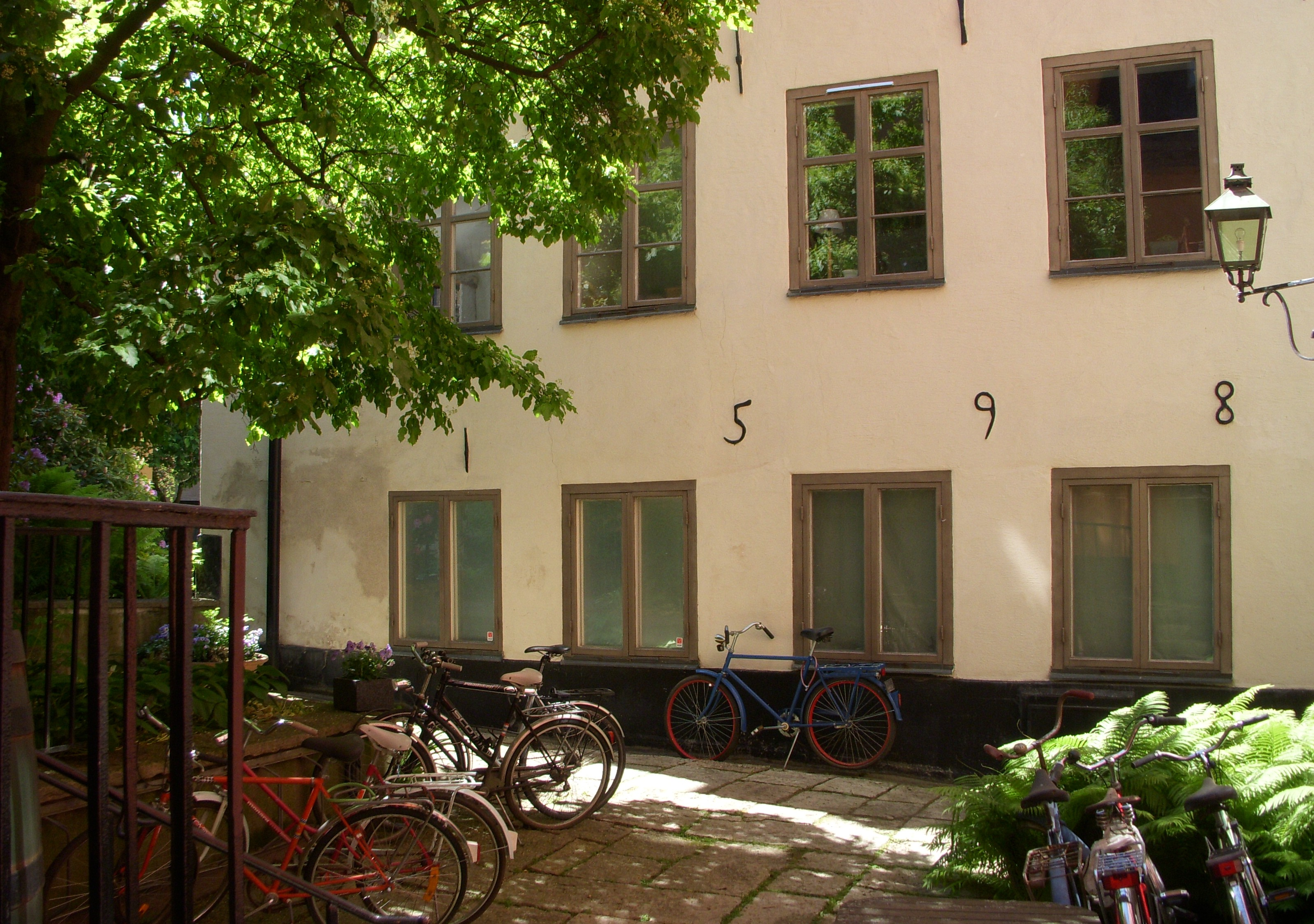
Ankarslutar utformade som årtal "1598" i kvarteret Cepheus i Gamla stan i Stockholm.

Ett ankarjärn är en anordning i en byggnad som håller ihop olika delar genom ett inlagt järn. På så sätt förankras trä- och järnbalkar i ett angränsande murverk genom att på balkarna fästa ankarjärn. Ankarjärnet avslutas i regel med en smidd ögla: en ankarslut. Ankarsluten fungerar som en sprint som träs genom öglan. Ankarjärn och ankarslutar utfördes på äldre byggnader av stångjärn som smiddes till önskad form. En ankarbjälke är en bjälke försedd med ankarjärn och ankarslut.

## Ankarjärn

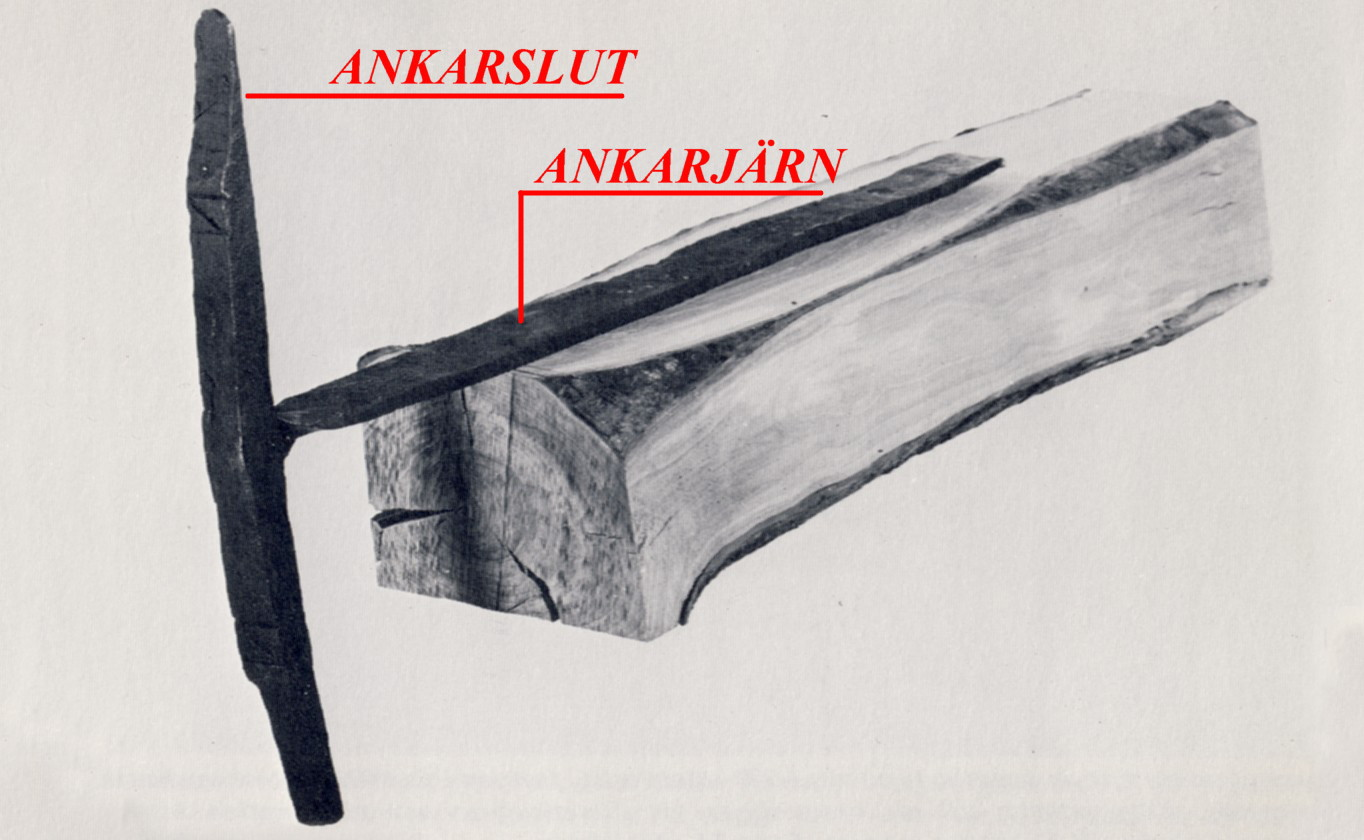
Exempel på medeltida murankare, smidd i ett stycke och fastspikad i balkänden.

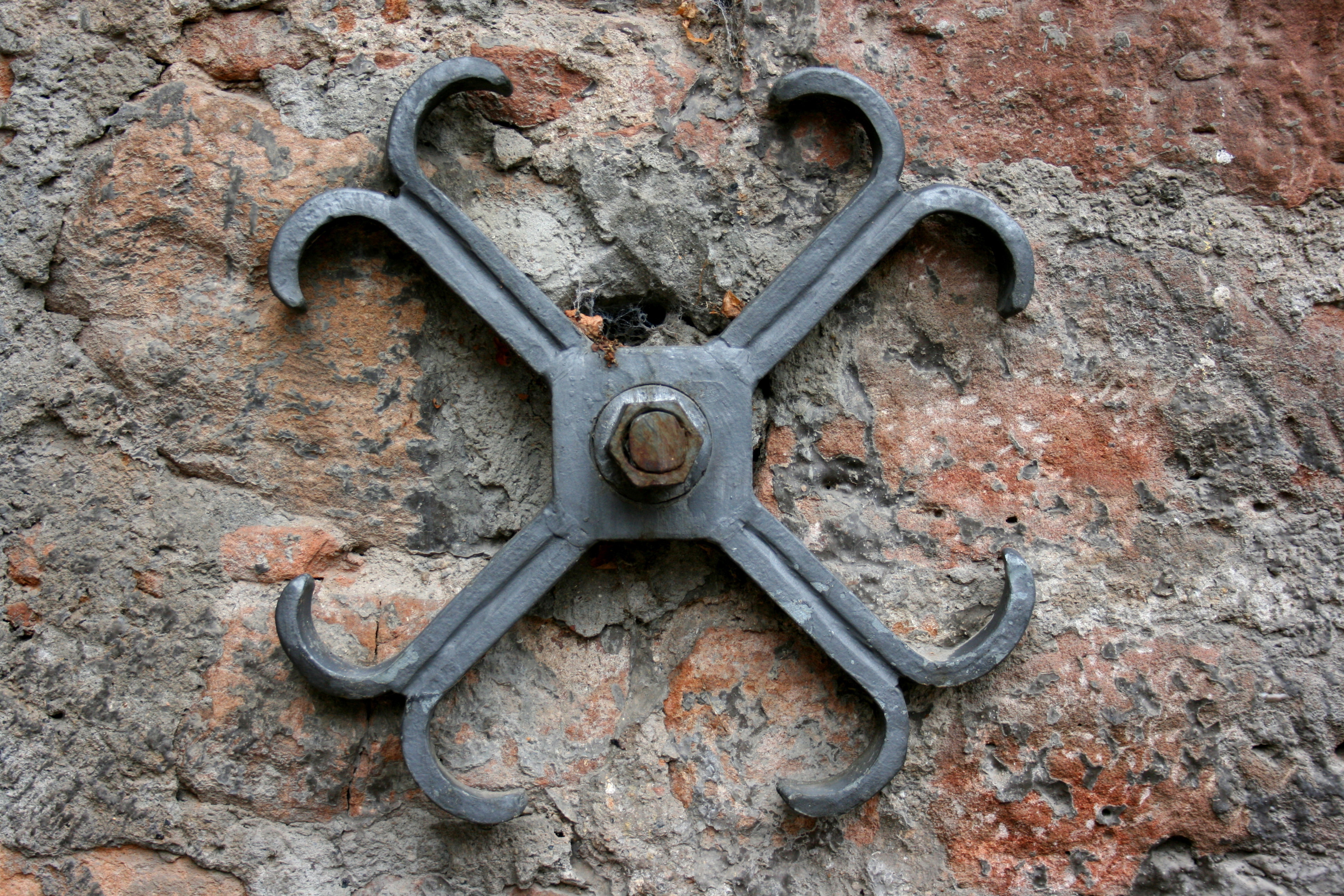
Dekorativ ankarslut i Marburg, Tyskland.

Ankarjärn är den metallstång som förankras i fasaden med hjälp av en ankarslut. Själva ankarjärnet spikas eller bultas i en av bjälklagets balkar, det innebär att de synliga ankarslutarna alltid ligger i samma höjd som bjälklaget. På äldre byggnader lämnades ankarslutarna som regel synliga på fasaden där de fick konstnärliga utföranden. Takstolar, konsoler, järnpelare och dylikt kan också infästas i murverket med ankarjärn. Ankarjärn används också vid murade valv, om upplagsmurarna är för svaga för sidotrycket. Ankarjärnen ligger då synliga tvärs över valvets öppning. Ankarjärn kan dessutom vara inlagda i murar, ofta över en rad av fönster- och dörröppningar och kallas då sträckankare.
Ankarjärnen vid en förankring består av själva dragstången, som ibland förses med en spännanordning med kilar eller skruvförband, samt de ankarslutar eller plattor, som överför kraften från stången till murverket.
Långa sträckankarjärn skarvas. Detta kan ske genom att båda järnen får öglor i ändarna som sammanfogas, eller förses med hakar som viks ihop och hålls ihop med pådrivna hopsvetsade järnringar. Medeltida ankarjärn och ankarslutar var smidda i ett stycke, därför saknas öglan.

## Ankarslut
En ankarslut eller ankarjärnslut (även murankare eller murinfästning) är den byggnadsdel som förankrar järnet i murverket och därigenom tar upp och fördelar dragkrafterna från ankarjärnet. På äldre byggnader är ankarslutarna ofta synliga och därför dekorativt utformade. Ibland har de formats som bokstäver eller årtal. Ankarslutarna som formar årtalet 1598 på ett gårdshus i Gamla stan var ett avgörande skäl till att byggnaden inte revs i samband med saneringen av kvarteret Cepheus på 1930-talet.
Ankarslutens form och utförande ger en antydan om byggnadens ålder, då de under olika epoker har fått olika utföranden. Ankarslutar i Gamla stan i Stockholm ger en bra provkarta för olika utföranden från medeltiden till 1850-talet. Medeltida ankarslutar utformades som raka järn eller X-formade järn.

## Dekorativa ankarslutar

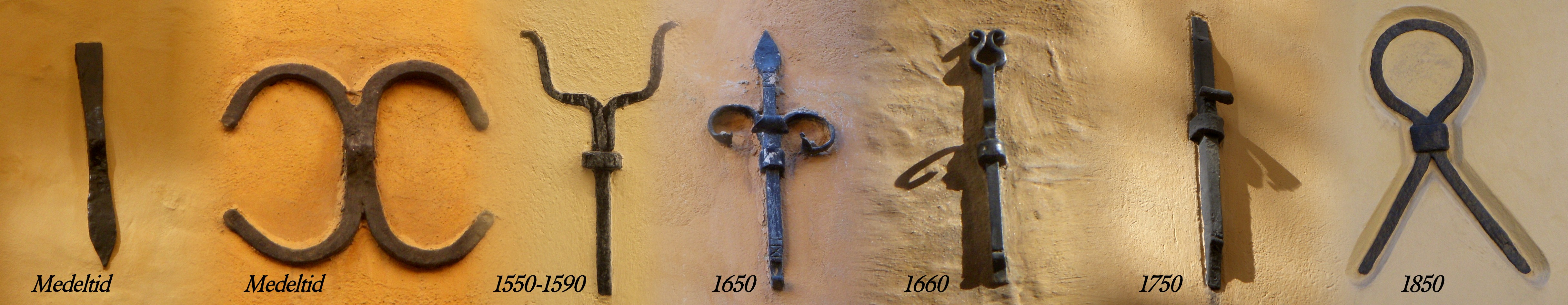
Exempel på dekorativa ankarslutar i Gamla stan från medeltid till 1850-tal.